# Jean de Pincé
Pour les articles homonymes, voir Pincé.
Jean de Pincé (seigneur de Pincé, du Bois, des Brosses, de Noirieux, du Coudray et de Chambrezais), (1480-1538) Lieutenant criminel du sénéchal d’Anjou et maire d'Angers.

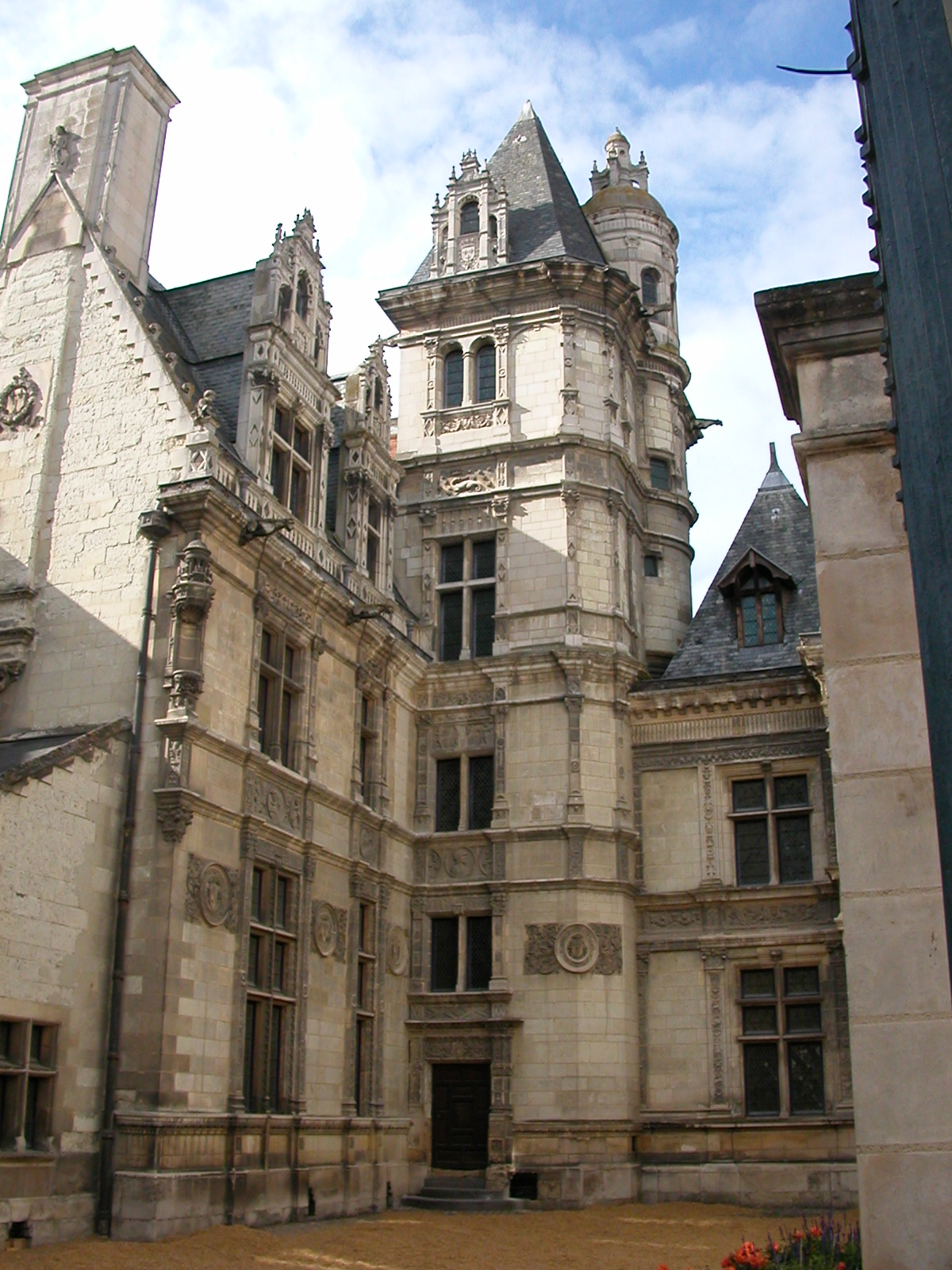
Logis Pincé à Angers (1525-1535)

Jean de Pincé est le fils de Pierre de Pincé, maire d'Angers, Maître d'Hôtel du Roi et poète à ses heures.

## Biographie
Jean de Pincé devint Lieutenant criminel de la sénéchaussée d'Angers.  
En 1511, il succède à son père dans la charge de premier magistrat de la cité d'Angers, jusqu'en 1512, puis obtient un nouveau mandat municipal du 1er mai 1515 au 1er mai 1516.
Quelques années plus tard, il assumera un dernier mandat à la tête de la municipalité le 1er mai 1538 à la suite d'Hervé de Pincé. Jean de Pincé meurt le 4 septembre 1538 sans avoir pu achever l'exercice de son mandat. Le 14 septembre 1538, Christophe de Pincé lui succéde comme maire d'Angers. 
Il était marié à Renée Fournier avec laquelle il entreprit, en 1525, de faire construire un hôtel particulier au cœur de la cité d'Angers. Il demanda à Jean Delespine, architecte angevin de renom, d'édifier le futur Logis Pincé. Sur ce monument historique figurera les écussons des deux familles : 
- Famille de Pincé : D’argent à trois merlettes ou trois pinsons de sable posés deux en chef et un en pointe, et en cœur de l’écu une étoile de gueules de six rais.
- Famille Fournier : De gueules à la bande dentelée d’or, accostée de deux molettes de même.

## Sources
1. ↑  « Répertoire des maires d'Angers (de 1475 à 1790) », sur angers.fr via Wikiwix, 31 mai 2007 (consulté le 15 juillet 2023).
2. ↑  Julien Rémy Pesche, Dictionnaire topographique, historique et statistique de la Sarthe, suivi d'une biographie et d'une bibliographie, 1836, 830 p. (lire en ligne), p. 440.
3. ↑  http://www.odile-halbert.com/Paroisse/Lesperonniere1/Lesperonniere-Cande-divers.pdf